# Ivan Matskevich
Ivan Matskevich (Lepiel, 8 de mayo de 1991) es un jugador de balonmano bielorruso que juega de portero en el Meshkov Brest. Es internacional con la selección de balonmano de Bielorrusia.
Su primer gran campeonato con la selección fue el Campeonato Mundial de Balonmano Masculino de 2015.

## Palmarés

### SKA Minsk
- Liga Báltica de balonmano (3): 2013, 2014, 2015

### Meshkov Brest
- Liga de Bielorrusia de balonmano (5): 2018, 2019, 2020, 2021, 2022
- Copa de Bielorrusia de balonmano (3): 2018, 2020, 2021

### AEK Atenas
- Liga de Grecia de balonmano (1): 2023

## Clubes
| Club            | País        | Año         |
| --------------- | ----------- | ----------- |
| HPC Arkatron    | Bielorrusia | ? - 2011    |
| SKA Minsk       | Bielorrusia | 2011 - 2015 |
| Steaua Bucarest | Rumania     | 2015 - 2017 |
| Meshkov Brest   | Bielorrusia | 2017 - 2022 |
| AEK Atenas      | Grecia      | 2022 - 2024 |
| Meshkov Brest   | Bielorrusia | 2024 - Act. |